# Pena (canción de Alexandre Pires)
Pena  es una canción escrita por el cantante brasileño Alexandre Pires y es interpretada por él junto a la cantante estadounidense Gloria Gaynor para su álbum I Wish You Love (2003). La canción es una mezcla de pop y flamenco en que Gaynor canta sus estribillos y estrofas en español y en inglés, ella canta las líneas <<Pena, no siento pena, la vida es buena, mi corazón ya no siente pena, si estamos juntos todo será diferente>> en español. Pires agregó esta canción cómo un bonus en su álbum Éxitos... Sólo para usted (2007) junto a otras canciones que colaboró con otros artistas. La canción fue un suceso en todas las radios, canales de música y plataformas de internet, además de ser un éxito de ventas, fue nominada número #100 en Billboard en 2004.

## Antecedentes y Grabación
Mientras se grababa I Wish You Love en los estudios BMG UK & Ireland Limited en el 2002, Gaynor buscaba hacer una mezcla de géneros en una sola canción, esto hace que contrate al cantante brasileño Alexandre Pires este aceptó y le compuso Pena para su álbum en grabación haciendo una mezcla de los géneros pop y flamenco.